# Gallina del Penedès

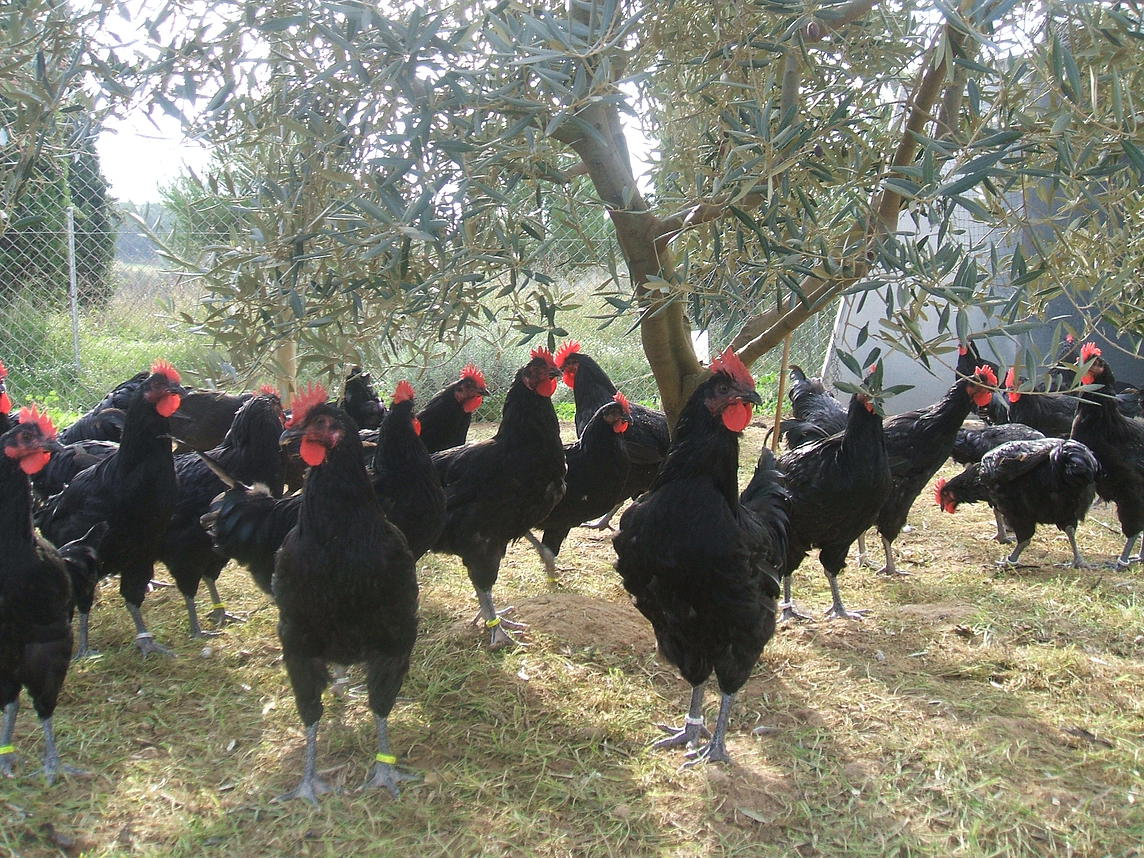
Galls del Penedès

Logotip IGP Gall del Penedès

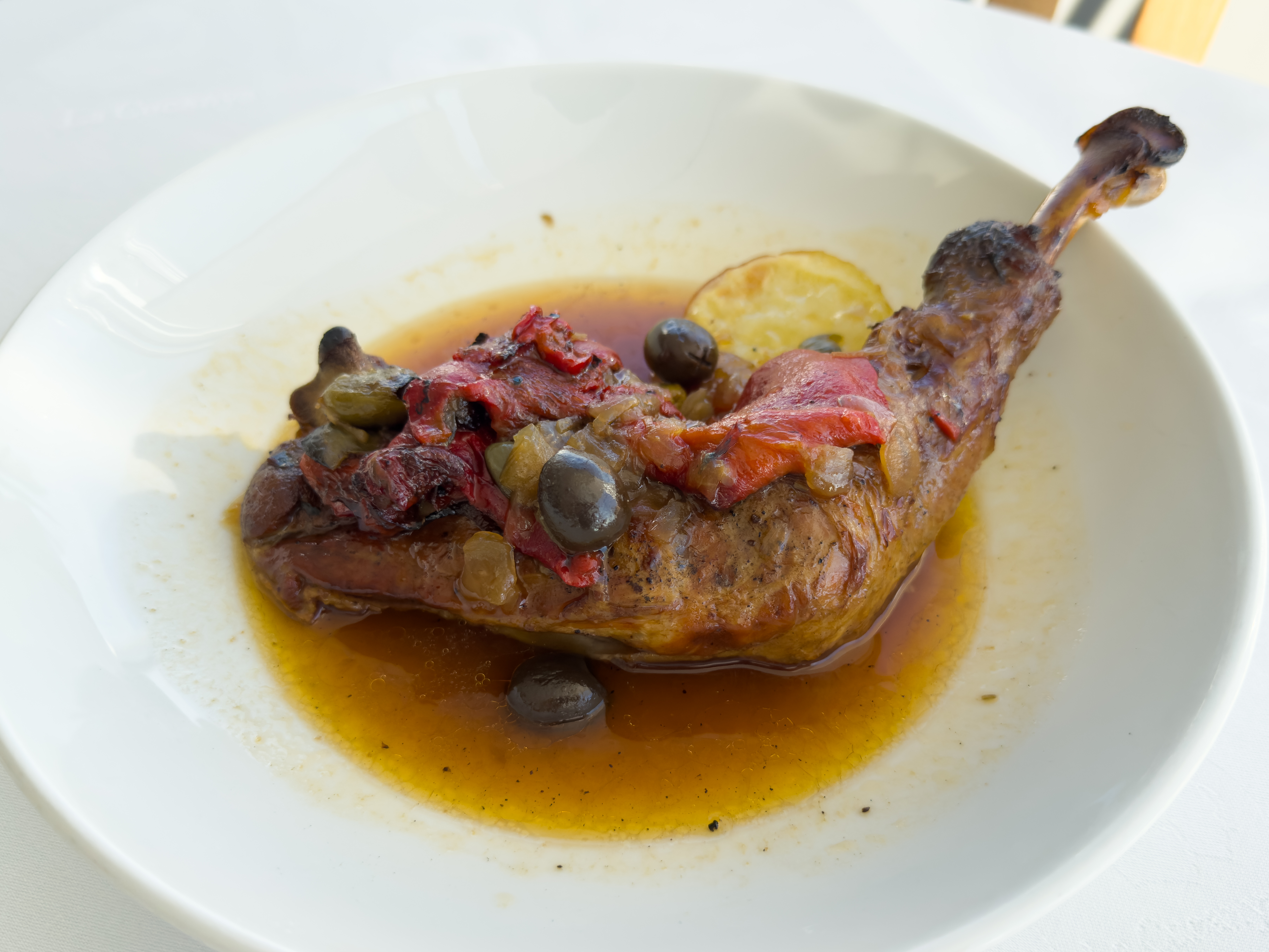
Galls del Penedès cuinats

La gallina del Penedès (també anomenada gallina Penedesenca o ballarica) és la raça de gallina pròpia de l'àrea de Vilafranca del Penedès. Els pollets són negres amb la zona ventral, les puntes de les ales i la cara blanques. Un cop adults, el plomatge és completament negre, i només les plantes romanen blanques.
És un tipus de gallina molt reconegut a la zona com a propi, fins al punt que li han dedicat una construcció del bestiari popular català.
El 2 de desembre de 2014 fou reconeguda la Indicació Geogràfica Protegida (IGP) "Gall del Penedès" per la Generalitat de Catalunya, i es va sol·licitar la inscripció al registre d'IGP de la Unió Europea.Formen part d'aquesta IGP els galls de la raça penedesenca criats a 73 municipis del Penedès històric.

## Història
No és possible saber com d'antiga és l'espècie i quan fa que es cria a la zona. Se sap que el 1921 ja es va intentar establir un patró de selecció. Se sap que als anys 30 es venien uns ous rogens de Vilafranca que eren molt preuats a Barcelona i que es venien a preu molt alt.
Amb l'entrada de races estrangeres més productives es va anar marginant la raça fins al punt que va estar a punt de desaparèixer i fins i tot va acabar per fer-ho la varietat anomenada negra cap a mitjans del segle xx. Actualment sobreviu l'anomenada varietat aperdiuada, la blat i la barrada.
El 1982, la Diputació de Tarragona en volgué recuperar la mena i el 2010 hi havia uns mil exemplars a Catalunya però també se'n criaven a l'estranger. A Alemanya hi ha l'associació Sonderverein der Züchter Katalanischer Hühnerrassen especialitzada en la cria de races catalanes.
El 2003 es va constituir l'Associació de Criadors de Raça de Gallines Penedesca.
L'any 2010 hi havia inscrits al registre genealògic de la raça 508 femelles i 322 mascles.

## Zona de producció
La zona geogràfica de producció de la IGP, corresponent a l'àmbit històric del Penedès, es caracteritza per ser el territori originari de la raça Penedesenca tradicional i per ser una regió fonamentalment vitivinícola. L'abast territorial compren 73 municipis que corresponen a tots els municipis de les comarques de l'Alt Penedès, del Baix Penedès i del Garraf, a 25 municipis de la comarca de l'Anoia (Argençola, la Llacuna, Cabrera d'Igualada, Piera, Masquefa, Hostalets de Pierola, Vallbona d'Anoia, Capellades, la Torre de Claramunt, Carme, Orpí, Santa Maria de Miralles, Bellprat, Sant Martí de Tous, Santa Margarida de Montbui, Vilanova del Camí, la Pobla de Claramunt, Castellolí, el Bruc, Òdena, Igualada, Rubió, Jorba, Montmaneu i Copons) i 1 municipi de l'Alt Camp (Rodonyà).

## Característiques
- Fa un ou molt característic pel seu roig intens.
- Pon uns 160 o 170 ous l'any (uns 210 la varietat millorada) d'uns 60 grams cada un.
- Orelletes blanques vorejades de roig.
- Tarsos de color blau pissarra (excepte en la varietat barrada que els té blancs).
- És una au de tipus lleuger (però la varietat millorada ha esdevingut pesant).
- Cresta senzilla en clavell.